# موری هیروموتو
موری هیروموتو (به ژاپنی: 毛利 弘元 Mōri Hiromoto)؛ ۱۴۶۶ – ۱۳ فوریه ۱۵۰۶ (سن ۳۹ یا ۴۰)) بوشی، یک جنگ سالار محلی جیزامورای در ولایت آکی در غرب منطقه چوگوکو از ژاپن در طول دوره موروماچی و دوره سنگوکو در قرن ۱۶ بود. خاندان موری ادعا می‌کند که اوئه هیروموتو مشاور میناموتو نو یوریتومو بوده است. او بیشتر به عنوان پدر موری موتوناری معروف شناخته می‌شود.